# سانتوس (بازیکن فوتبال، زاده ۱۹۵۵)
سانتوس (پرتغالی: Santos؛ زادهٔ ۲۵ ژوئیهٔ ۱۹۵۵) بازیکن فوتبال اهل برزیل بود.
از باشگاه‌هایی که در آن بازی کرده‌است می‌توان به باشگاه فوتبال فلامینگو اشاره کرد.
وی همچنین در تیم ملی فوتبال برزیل بازی کرده‌است.
وی در مسابقات بین‌المللی در مجموع برندهٔ ۱ مدال طلا شده‌است.